# Alfredo Gutiérrez Urías
Alfredo Gutiérrez Urías (nacimiento: 29 de diciembre de 1995) es un jugador mexicano de fútbol americano.

## Biografía
Alfredo Gutiérrez Urías nació el 29 de diciembre de 1995 en Tijuana, México. Jugó al fútbol americano por el Instituto Tecnológico y de Estudios Superiores de Monterrey y fue un campeón del ONEFA 2019.

## Carrera deportiva
Gutiérrez llegó al National Football League (NFL) por el International Player Pathway Program en mayo de 2021 con los San Francisco 49ers. Jugó su primer partido con el equipo el 20 de agosto de 2022 contra los Minnesota Vikings.